# Campeonato Mundial de Natação em Piscina Curta de 2022 - 200 m peito feminino
A prova dos 200 metros nado peito feminino do Campeonato Mundial de Natação em Piscina Curta de 2022 foi disputada no dia 16 de dezembro de 2022, no Melbourne Sports and Aquatics Centre, em Melbourne, na Austrália.

## Recordes
Antes desta competição, os recordes mundiais e do campeonato nesta prova eram os seguintes:
|                       | Nome                  | Nacionalidade  | Tempo   | Local      | Data                   |
| --------------------- | --------------------- | -------------- | ------- | ---------- | ---------------------- |
| Recorde mundial       | Rebecca Soni          | Estados Unidos | 2:14.57 | Manchester | 18 de dezembro de 2009 |
| Recorde do campeonato | Rikke Møller Pedersen | Dinamarca      | 2:16.08 | Istambul   | 16 de dezembro de 2012 |

Os seguintes recordes mundiais ou do campeonato foram estabelecidos durante esta competição:
| Data           | Evento | Nome          | Nacionalidade  | Tempo   | Notas                 |
| -------------- | ------ | ------------- | -------------- | ------- | --------------------- |
| 16 de dezembro | Final  | Kate Douglass | Estados Unidos | 2:15.77 | Recorde do campeonato |

## Medalhistas
| Ouro                | Prata            | Bronze             |
| Kate Douglass (USA) | Lilly King (USA) | Tes Schouten (NED) |

## Cronograma
Todos os horários são locais (UTC+11). 
| Data           | Hora  | Evento        |
| -------------- | ----- | ------------- |
| 16 de dezembro | 11:19 | Eliminatórias |
| 16 de dezembro | 19:42 | Final         |

## Resultados

### Eliminatórias
As eliminatórias ocorreram no dia 16 de dezembro com início às 11:19.
| Colocação | Bateria | Raia | Nadadora               | Nacionalidade  | Tempo   | Notas            |
| --------- | ------- | ---- | ---------------------- | -------------- | ------- | ---------------- |
| 1         | 4       | 7    | Kate Douglass          | Estados Unidos | 2:16.52 | Q                |
| 2         | 5       | 4    | Lilly King             | Estados Unidos | 2:18.59 | Q                |
| 3         | 5       | 5    | Tes Schouten           | Países Baixos  | 2:18.70 | Q,               |
| 4         | 3       | 5    | Sydney Pickrem         | Canadá         | 2:19.57 | Q                |
| 4         | 4       | 5    | Tang Qianting          | China          | 2:19.57 | Q                |
| 6         | 4       | 3    | Jenna Strauch          | Austrália      | 2:19.75 | Q                |
| 7         | 3       | 3    | Thea Blomsterberg      | Dinamarca      | 2:19.88 | Q                |
| 8         | 3       | 4    | Abbie Wood             | Reino Unido    | 2:20.26 | Q                |
| 9         | 4       | 8    | Lisa Mamié             | Suíça          | 2:20.45 | Recorde nacional |
| 10        | 5       | 6    | Kelsey Wog             | Canadá         | 2:20.57 |                  |
| 11        | 5       | 1    | Mikayla Smith          | Austrália      | 2:20.67 |                  |
| 12        | 5       | 7    | Yumeno Kusuda          | Japão          | 2:20.82 |                  |
| 13        | 5       | 3    | Kristýna Horská        | Chéquia        | 2:21.22 |                  |
| 14        | 2       | 7    | Letitia Sim            | Singapura      | 2:21.60 | Recorde nacional |
| 15        | 3       | 2    | Charlotte Bonnet       | França         | 2:21.94 |                  |
| 16        | 2       | 3    | Macarena Ceballos      | Argentina      | 2:22.10 |                  |
| 17        | 4       | 1    | Emelie Fast            | Suécia         | 2:22.22 |                  |
| 18        | 2       | 2    | Moon Su-a              | Coreia do Sul  | 2:23.41 |                  |
| 19        | 3       | 8    | Rebecca Meder          | África do Sul  | 2:23.64 |                  |
| 20        | 5       | 2    | Andrea Podmaníková     | Eslováquia     | 2:24.12 |                  |
| 21        | 3       | 1    | Nikoleta Trníková      | Eslováquia     | 2:24.62 |                  |
| 22        | 3       | 6    | Yang Chang             | China          | 2:24.80 |                  |
| 23        | 2       | 6    | Maria Romanjuk         | Estónia        | 2:25.53 |                  |
| 24        | 1       | 5    | Nicole Frank           | Uruguai        | 2:26.44 | Recorde nacional |
| 25        | 2       | 1    | Chang Yujuan           | Hong Kong      | 2:26.76 |                  |
| 26        | 2       | 8    | Phiangkhwan Pawapotako | Tailândia      | 2:28.50 |                  |
| 27        | 2       | 5    | Laura Lahtinen         | Finlândia      | 2:28.80 |                  |
| 28        | 1       | 4    | Nàdia Tudó             | Andorra        | 2:31.45 |                  |
| 29        | 1       | 6    | Asia Kent              | Gibraltar      | 2:36.22 |                  |
| 30        | 1       | 3    | Krista Jurado          | Guatemala      | 2:36.34 |                  |
| 31        | 5       | 8    | Emily Visagie          | África do Sul  | DSQ     | DSQ              |
| 31        | 1       | 2    | Ramudi Samarakoon      | Sri Lanka      | DNS     | DNS              |
| 31        | 2       | 4    | Lena Kreundl           | Áustria        | DNS     | DNS              |
| 31        | 3       | 7    | Kotomi Kato            | Japão          | DNS     | DNS              |
| 31        | 4       | 2    | Anna Elendt            | Alemanha       | DNS     | DNS              |
| 31        | 4       | 4    | Sophie Hansson         | Suécia         | DNS     | DNS              |
| 31        | 4       | 6    | Kotryna Teterevkova    | Lituânia       | DNS     | DNS              |

### Final
A final foi realizada no dia 16 de dezembro com início às 19:42.
| Colocação         | Raia | Nadadora          | Nacionalidade  | Tempo   | Notas                 |
| ----------------- | ---- | ----------------- | -------------- | ------- | --------------------- |
| Medalha de ouro   | 4    | Kate Douglass     | Estados Unidos | 2:15.77 | Recorde do campeonato |
| Medalha de prata  | 5    | Lilly King        | Estados Unidos | 2:17.13 |                       |
| Medalha de bronze | 3    | Tes Schouten      | Países Baixos  | 2:18.19 |                       |
| 4                 | 7    | Jenna Strauch     | Austrália      | 2:18.87 |                       |
| 5                 | 2    | Tang Qianting     | China          | 2:19.28 |                       |
| 6                 | 6    | Sydney Pickrem    | Canadá         | 2:19.35 |                       |
| 7                 | 1    | Thea Blomsterberg | Dinamarca      | 2:20.14 |                       |
| 8                 | 8    | Abbie Wood        | Reino Unido    | 2:21.48 |                       |

Legenda
| Recorde mundial       | Recorde mundial (World record)               |                       | Recorde africano                      | Recorde africano (African) |                                           | Q | Classificado por posição (Qualified) |
| Recorde do campeonato | Recorde do campeonato (Championship record)  | Recorde da América    | Recorde da América (Americas)         | q                          | Classificado por melhor tempo (Qualified) |   |                                      |
| Melhor marca do ano   | Melhor marca do ano (World leading)          | Recorde asiático      | Recorde asiático (Asian)              | DNS                        | Não largou (Did not start)                |   |                                      |
| Recorde nacional      | Recorde nacional (National record)           | Recorde europeu       | Recorde europeu (European)            | DNF                        | Não terminou (Did not finish)             |   |                                      |
| Recorde pessoal       | Recorde pessoal do atleta (Personal best)    | Recorde da Oceania    | Recorde da Oceania (Oceania)          | DSQ / DQ                   | Desclassificado (Disqualified)            |   |                                      |
| Recorde da temporada  | Recorde da temporada do atleta (Season best) | Recorde sul-americano | Recorde sul-americano (South America) | NM                         | Sem marca (No mark)                       |   |                                      |